# Andreas Harbou
 Ikke at forveksle med Andreas Harboe.
Andreas Harbou (16. september 1726 i Kirkerup ved Slagelse – 2. november 1798 i Frederiksort) var en dansk officer.
Han var søn af major ved Holstenske Infanteriregiment Poul Matthias Harbou (1692-1745) og Christiane Charlotte f. Grubbe (døbt 1697, død 1752), indtrådte 1743 som fændrik i ovennævnte regiment, men overgik 1747 til Livgarden til Fods, hvor han 1749 blev sekondløjtnant, 1757 premierløjtnant, 1763 kaptajnløjtnant og samme år kaptajn (med anciennitet i infanteriet fra 1761). Efter 20 års tjeneste i garden blev han 1767 udnævnt til major i Oldenborgske Infanteriregiment, men umiddelbart efter forsat til Danske Livregiment til Fods. Denne forsættelse til den næst garden fornemste infanteriafdeling betød, at Harbou var velset ved hoffet og sandsynligvis tillige, at han ansås for en dygtig og vel instrueret officer, hvilken antagelse bestyrkes ved, at han 1773, da det på grund af generalmajor Henrik Gudes tiltagende svagelighed blev nødvendigt at ansætte en næstkommanderende ved Landkadetkompagniet, valgtes til denne post med tilsagn om, at han ved Gudes afgang skulle blive chef for Kadetkompagniet. Dette skete også i 1779 samtidig med hans udnævnelse til oberstløjtnant. Harbou var nu kadetchef i 6 år, blev derpå kommandør for aarhusiske (senere 1. jyske) Infanteriregiment, 1789 dets oberst og chef og 1795
generalmajor. 1797 fratrådte han kommandoen over regimentet og overtog posten som kommandant i Frederiksort, hvor han døde 2. november 1798.
Han var gift (1763) med Friderica Walter (21. september 1734 – 19. april 1826), adoptivdatter af general Frederik Hans Walter.